# Stepanivka, Luhînî
Stepanivka (în ucraineană Степанівка) este localitatea de reședință a comunei Stepanivka din raionul Luhînî, regiunea Jîtomîr, Ucraina.

## Demografie
Componența lingvistică a localității Stepanivka
     Ucraineană (100%)
Conform recensământului din 2001, toată populația localității Stepanivka era vorbitoare de ucraineană (100%).